# Tim Cuddihy
Timothy John (Tim) Cuddihy (Toowoomba, 21 de maio de 1987) é um arqueiro australiano, medalhista olímpico e mundial.

## Carreira
Tim Cuddihy representou seu país nos Jogos Olímpicos em 2004, ganhando a medalha de bronze em 2004 no individual, com apenas 17 anos, Porém ele falhou ao se qualificar para Pequim 2008, e se tornou um treinador do Instituto Australiano de Esportes. 